# (29760) Milevsko
(29760) Milevsko ist ein Asteroid des mittleren Hauptgürtels, der am 15. Februar 1999 von dem tschechischen Astronomen Miloš Tichý am Kleť-Observatorium (IAU-Code 046) bei Český Krumlov entdeckt wurde. Eine unbestätigte Sichtung (1990 DH2) des Asteroiden hatte es schon am 24. Februar 1990 am La-Silla-Observatorium in Chile gegeben.
(29760) Milevsko wurde am 22. Juli 2013 nach der südböhmischen Stadt Milevsko benannt, die im 12. Jahrhundert gegründet worden war.